# Aéroport international Juanda
L'aéroport international Juanda (code IATA : SUB • code OACI : WRSJ) est l'aéroport de Surabaya (province de Java oriental), 2e ville d'Indonésie. Il a été nommé d'après Djuanda Kartawidjaja, le dernier Premier ministre de la république d'Indonésie (1957-1959), qui suggéra la construction de cet aéroport.
Juanda est le 2e aéroport indonésien en nombre de passagers après Soekarno-Hatta à Jakarta.
L'aéroport occupe une superficie de 396 hectares et a une piste de 3 000 mètres. Il est situé dans le  kabupaten (département) de Sidoarjo, à 20 km au sud de Surabaya.
L'aéroport est le hub principal ou secondaire de Citilink, Garuda Indonesia, Indonesia AirAsia, Lion Air, et de Tigerair Mandala.

## Histoire et développement

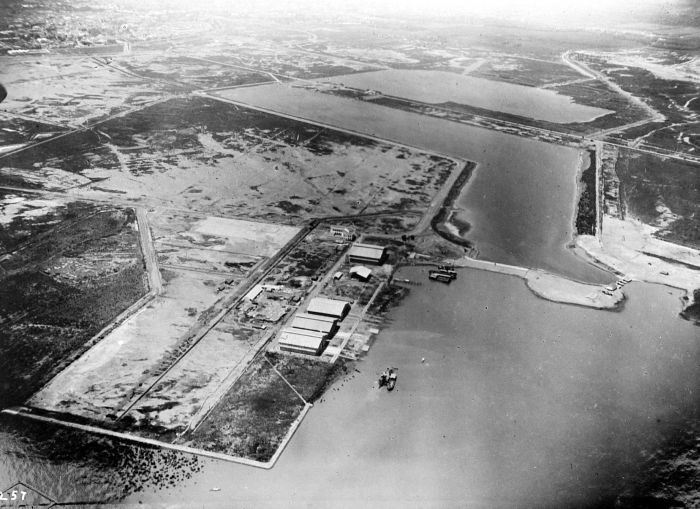
Le marine-vliegkamp ("champ d'aviation de la marine") de Morokrembangan avant la Seconde Guerre mondiale

Ouvert le 7 décembre 1964 comme une base aérienne et navale, il remplace l'ancien aéroport de Morokrembangan, près du port de Tanjung Perak.
Le 24 décembre 1990, L'aéroport Juanda obtient le statut d'aéroport international, après l'ouverture d'un terminal international.
Un nouveau terminal de trois étages fut ouvert le 10 novembre 2006, offrant une capacité d'accueil de huit millions de passagers annuels, avec un terminal domestique de 51 500 m² et un terminal international de 20 200 m².
L'aéroport dispose d'une unique piste de 3000 m x 55 m, de 5 300 m2 de bâtiments administratifs, d'une tour de contrôle de 15 étages, et d'un bâtiment de fret de deux étages, capable de gérer 120 000 tonnes annuelles.
En Février 2013, L'aéroport a inauguré un Ibis Budget Hotel (anciennement "Juanda Airport Waving Gallery") pour servir le transit de passagers de l'aéroport
Le vieux terminal a été démoli dans le but de construire le nouveau Terminal 2, ouvert le 14 février 2014.

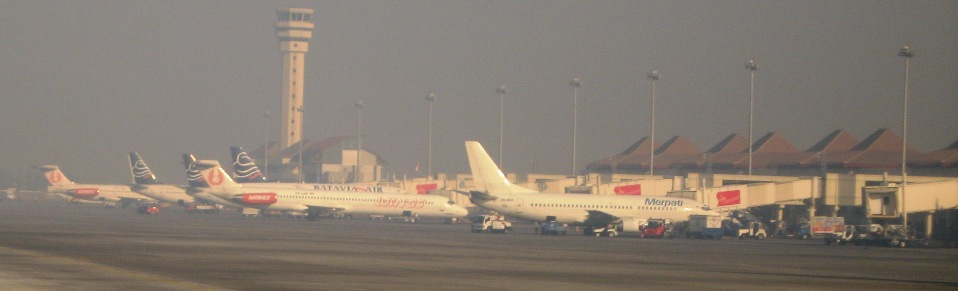
Tarmac de l'aéroport durant les heures de pointe du matin

## Situation
| Banda Aceh Denpasar Pangkal · Pinang Tanjung · Pandan Djakarta-Soekarno-Hatta Bengkulu Solo Semarang Pangkalan · Bun Palangkaraya Sampit Palu Djakarta-Halim Perdanakusuma Samarinda Malang Surabaya Balikpapan Ende Kupang Komodo Gorontalo Jambi Bandar Lampung Ambon Tarakan Ternate Manado Gunung · Sitoli Medan Wamena Biak Merauke Timika Jayapura Pekanbaru Batam Tanjung · Pinang Bau-Bau Banjarmasin Makassar Palembang Bandung Pontianak Ketapang Bima Lombok Manokwari Sorong Padang Yogyakarta |

## Compagnies aériennes et destinations
| Compagnies                             | Destinations |
| -------------------------------------- | --- |
| AirAsia                                | Johor Bahru-Senai, Kuala Lumpur |
| Airfast Indonesia                      | Bawean (en), Djakarta-S.-Hatta, Karimunjawa (en), Makassar-Sultan-Hasanuddin, Sumenep (en) |
| Batik Air                              | Ambon-Pattimura, Denpasar-Bali, Jakarta-Halim-Perdanakusuma, Djakarta-S.-Hatta, Makassar-Sultan-Hasanuddin, Sorong |
| Cathay Pacific                         | Hong Kong |
| China Airlines                         | Singapour-Changi, Taïwan-Taoyuan |
| Citilink                               | - Balikpapan-Sultan-A.-M.-Sulaiman, - Bandung-H.-Sastranegara, - Banjarmasin-Syamsudin Noor, - Batam-Hang Nadim, - Denpasar-Bali, - Jakarta-Halim-Perdanakusuma, - Djakarta-S.-Hatta, - Kupang-El Tari, - Makassar-Sultan-Hasanuddin, - Manado-S. Ratulangi, - Lombok, - Palangkaraya, - Palembang-M. Badaruddin II, - Pekanbaru (Simpang Tiga), - Pontianak (Supadio) En saison :Djeddah - Roi-Abdelaziz |
| Eaglexpress                            | En saison: Djeddah - Roi-Abdelaziz |
| Garuda Indonesia                       | Bandung-H.-Sastranegara, Denpasar-Bali, Djakarta-S.-Hatta, Djeddah - Roi-Abdelaziz, Kupang-El Tari, Médine-Prince M. Bin Abdulaziz, Singapour-Changi |
| Garuda Indonesia opéré par Explore     | Banyuwangi, Jember (en), Yogyakarta |
| Garuda Indonesia opéré par Explore Jet | Ambon-Pattimura, Jayapura-Sentani, Makassar-Sultan-Hasanuddin, Lombok, Semarang-A. Yani |
| Indonesia AirAsia                      | Djakarta-S.-Hatta |
| Indonesia AirAsia X                    | Denpasar-Bali, Djakarta-S.-Hatta, Johor Bahru-Senai, Kuala Lumpur, Penang |
| Jetstar Asia Airways                   | Singapour-Changi |
| Lion Air                               | - Balikpapan-Sultan-A.-M.-Sulaiman, - Bandar Lampung-Radin-Inten-II, - Bandung-H.-Sastranegara, - Banjarmasin-Syamsudin Noor, - Batam-Hang Nadim, - Denpasar-Bali, - Djakarta-S.-Hatta, - Djeddah - Roi-Abdelaziz, - Kendari-Haluoleo, - Kuala Lumpur, - Kupang-El Tari, - Makassar-Sultan-Hasanuddin, - Manado-S. Ratulangi, - Lombok, - Medan-Kualanamu, - Médine-Prince M. Bin Abdulaziz, - Padang-Tabing, - Palangkaraya, - Palembang-M. Badaruddin II, - Palu-Mutiara, - Pekanbaru (Simpang Tiga), - Tarakan Charter:Sanya-Phénix |
| Malaysia Airlines                      | Kuala Lumpur |
| NAM Air                                | Bandung-H.-Sastranegara, Batu Licin (en), Denpasar-Bali, Kota Baru (en), Pangkalan Bun |
| Royal Brunei Airlines                  | Bandar Seri Begawan |
| Saudia                                 | Djeddah - Roi-Abdelaziz, Médine-Prince M. Bin Abdulaziz En saison: Riyad-roi Khaled |
| Scoot                                  | Singapour-Changi |
| SilkAir                                | Singapour-Changi |
| Singapore Airlines                     | Singapour-Changi |
| Sriwijaya Air                          | Balikpapan-Sultan-A.-M.-Sulaiman, Bandar Lampung-Radin-Inten-II, Tanjung Redeb-Kalimarau, Denpasar-Bali , Djakarta-S.-Hatta, Jayapura-Sentani, Kendari-Haluoleo, Kupang-El Tari, Makassar-Sultan-Hasanuddin, Sampit, Semarang-A. Yani, Sorong, Ternate, Yogyakarta |
| Trigana Air Service                    | Pangkalan Bun |
| Wings Air                              | Banyuwangi, Jember (en), Sampit, Semarang-A. Yani, Sumenep (en), Solo-Adisumarmo, Yogyakarta |

Édité le 14/04/2018

## Statistiques

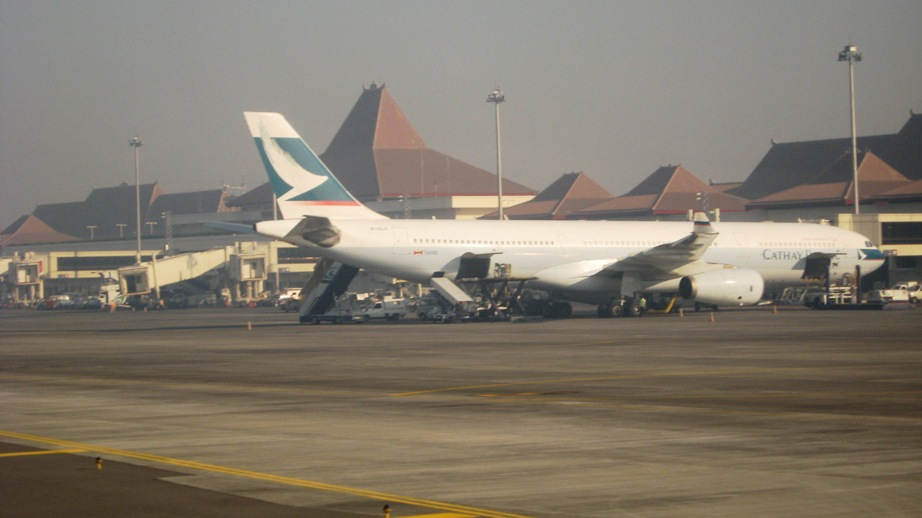
Airbus de Cathay Pacific sur l'aéroport de Surabaya Juanda

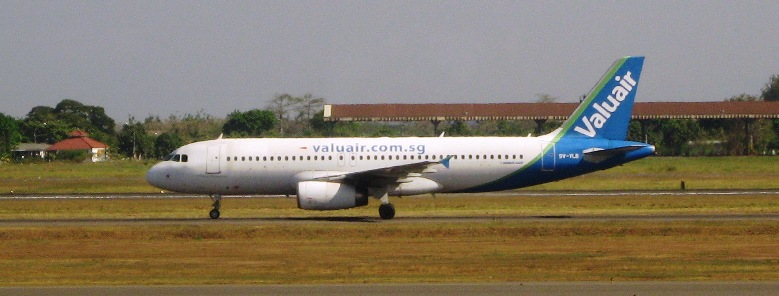
Valuair arrivant de Singapour

| Année             | Total Passagers | Frêt (tonnes) | Mouvements d'appareils |
| ----------------- | --------------- | ------------- | ---------------------- |
| 1999              | 2 137 353       | 40 549        | 52 284                 |
| 2000              | 2 712 074       | 31 185        | 54 154                 |
| 2001              | 3 301 435       | 37 767        | 62 141                 |
| 2002              | 4 746 113       | 43 089        | 75 921                 |
| 2003              | 6 584 711       | 42 910        | 82 779                 |
| 2004              | 8 562 747       | 63 950        | 97 421                 |
| 2005              | 9 217 415       | 66 647        | 99 485                 |
| 2006              | 9 986 650       | 71 574        | 101 263                |
| 2007              | 8 823 228       | 58 815        | 87 687                 |
| 2008              | 9 122 196       | 62 289        | 69 726                 |
| 2009              | 10 562 906      | 62 357        | 76 754                 |
| 2010              | 12 072 059      | 76 774        | 84 958                 |
| 2011              | 13 778 287      | 95 146        | 103 846                |
| 2012              | 15 259 050      | 102 133       | 141 365                |
| 2013              | 17 683 955      | 121 935       | 155 421                |
| 2014              | 18 071 633      | 92 439        | 117 825                |
| 2015 (estimation) | 18 911 256      | 130 398       | 166 208                |

Source : PT (persero) ANGKASA PURA 1 (id), www.azworldairports.com
D'après l'Official Airline Guide, la route Jakarta-Surabaya est la 5e des routes aériennes les plus utilisées dans le monde.

## Usage militaire
La base aéro-navale Juanda (Pusat Penerbangan Angkatan Laut (Puspenerbal) Juanda). La base accueille :
- Air Squadron 100 de lutte anti-sous-marine.
- Air Squadron 200 de transport et d'entrainement.
- Air Squadron 300 de transport tactique.
- Air Squadron 400 d'hélicoptères.
- Air Squadron 500 de lutte anti-sous-marine.
- Air Squadron 600 de transport.
- Air Squadron 700/PUTA
- Air Squadron 800 de patrouille maritime.
- Squadron 900.

## Galerie de photographies

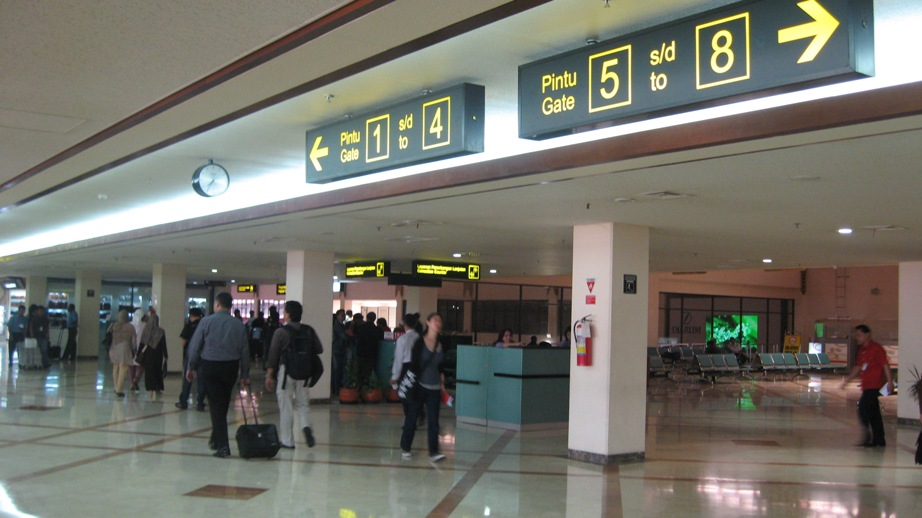
Terminal 1 - 2e étage
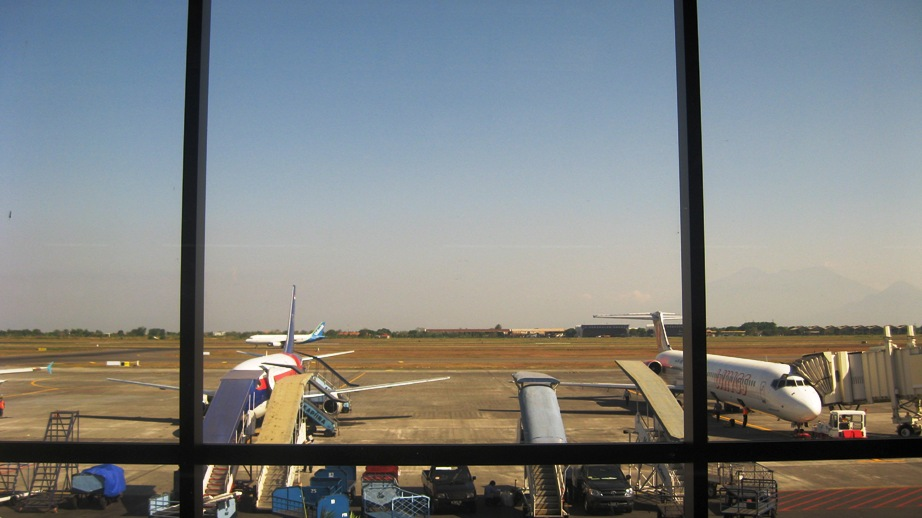
Vue sur le tarmac et la piste depuis l'aéroport
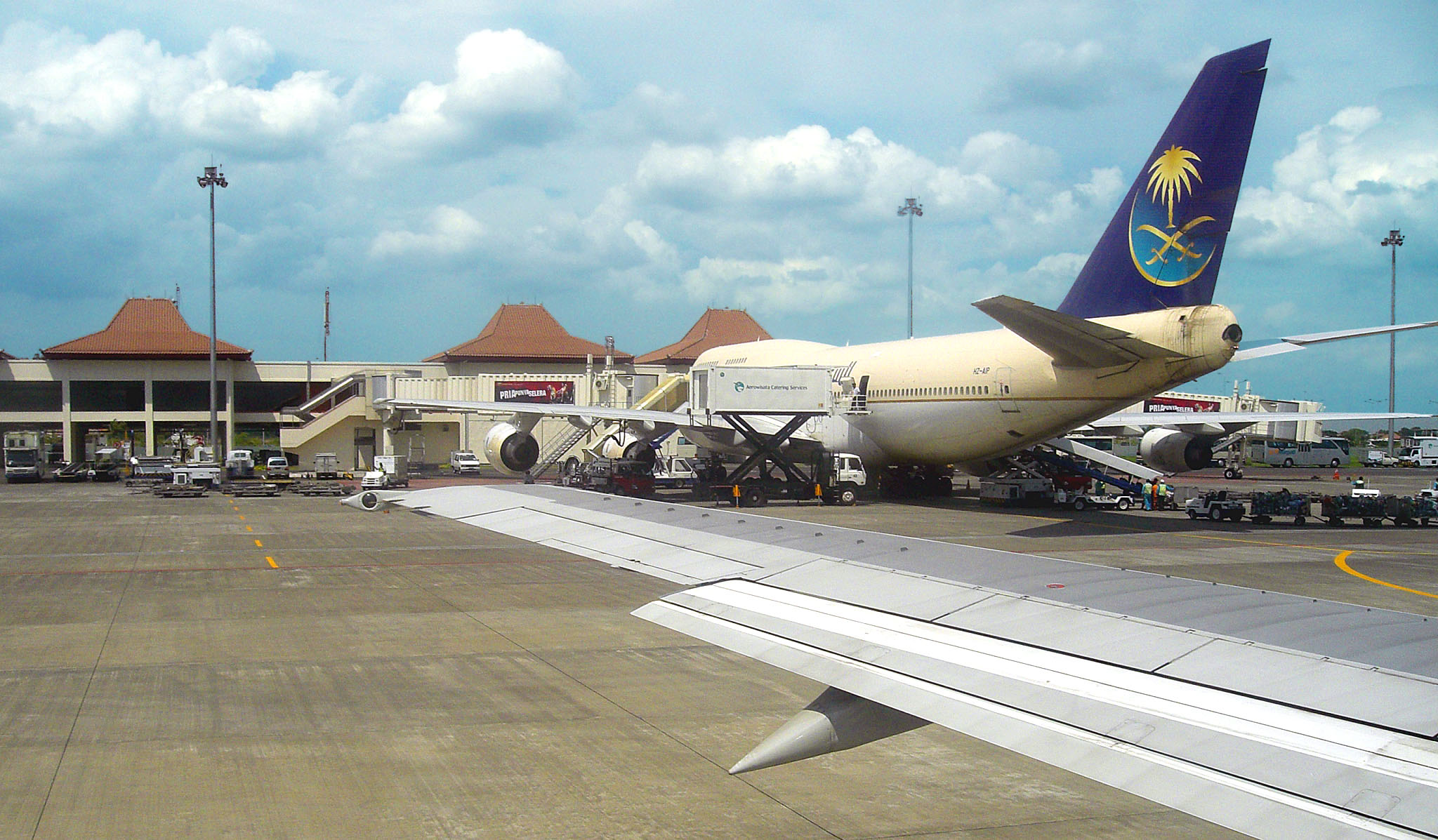
Boeing 747 de la Saudia sur le tarmac lors du service du pèlerinage vers la Mecque.